# 卢安
卢安（法語：Louin，法語發音：[lwɛ̃]）是法国德塞夫勒省的一个市镇，属于帕尔特奈区。

## 地理
卢安（46°48'8"N, 0°9'39"W）面积20.56 平方千米，位于法国新阿基坦大区德塞夫勒省，该省份为法国西部内陆省份，北起曼恩-卢瓦尔省，西接旺代省，南至夏朗德省和滨海夏朗德省，东临维埃纳省。
与卢安接壤的市镇（或旧市镇、城区）包括：圣卢-拉迈雷、艾尔沃、古尔热、拉容、迈松捷。

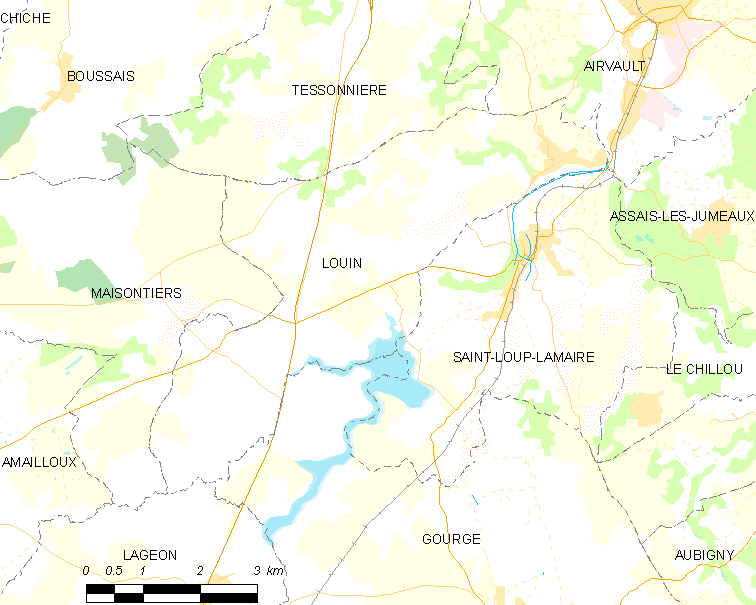
卢安的OSM定位图

卢安的时区为UTC+01:00、UTC+02:00（夏令时）。

## 行政
卢安的邮政编码为79600，INSEE市镇编码为79156。

## 政治
卢安所属的省级选区为图埃河谷县。

## 人口

1962-2008年间卢安人口变化图示

卢安于2022年1月1日时的人口数量为679人。